# Алтин-Дала
Алти́н-Дала́ (каз. Алтын дала) — село у складі Костанайського району Костанайської області Казахстану. Входить до складу Жамбильського сільського округу.
Населення — 863 особи (2021; 883 у 2009, 782 у 1999, 733 у 1989).
До 1998 року село називалось Красний Октябр.